# Inégalité FKG
L’inégalité FKG, notion due à Fortuin, Kasteleyn et Ginibre
est une version généralisée de l'inégalité de Tchebychev pour les sommes. C'est une inégalité de corrélation utilisée, par exemple, en théorie de la percolation, et dans l'étude du modèle de graphes aléatoires dû à Paul Erdős et Alfréd Rényi : le modèle d'Erdős-Rényi (en).

## Énoncé
Sous la forme due à Harris, l'inégalité FKG concerne un ensemble fini ou dénombrable J dont chaque élément j est soit dans l'état 0, avec probabilité 1-p, soit dans l'état 1 avec probabilité p. L'état global du système J est donc décrit par un élément de {\displaystyle \scriptstyle \ \Omega =\{0,1\}^{J}.\ } Comme les états des différents sites j de J sont supposés indépendants, l'ensemble {\displaystyle \scriptstyle \ \Omega =\{0,1\}^{J}\ } des états, ou des configurations, est muni d'une loi de probabilité qui est une mesure produit de lois de Bernoulli. L'ensemble Ω peut-être identifié à l'ensemble des parties de J, via la correspondance entre ensemble et fonction indicatrice. L'inégalité FKG stipule que
Inégalité FKG — 
- Soit deux variables aléatoires X et Y croissantes sur {\displaystyle \scriptstyle \ \Omega .\ } Alors

- Soit deux parties croissantes A et B de {\displaystyle \scriptstyle \ \Omega .\ } Alors

Cela revient à dire qu'il y a une corrélation positive entre les variables concernées, puisqu'on peut reformuler la première inégalité sous la forme
- Le deuxième point de l'inégalité FKG est obtenu comme conséquence immédiate du premier point, en spécialisant au cas particulier où X est la fonction indicatrice de A et où Y est la fonction indicatrice de B.
- L'inégalité vaut aussi pour des variables ou des parties décroissantes, mais le sens des inégalités change lorsque les variables ou les parties concernées ont des sens de monotonie opposés.
- Il y a des formes plus générales de l'inégalité FKG, avec les mêmes conclusions, mais pour des espaces produits plus généraux, munis d'une mesure qui n'est pas nécessairement une mesure produit.

### Ordre et croissance
- On définit une relation d'ordre partielle sur Ω comme suit : pour {\displaystyle \scriptstyle \ (a,b)\in \Omega ,\ a=(a_{j})_{j\in J},\ b=(b_{j})_{j\in J},\ } on pose

Si on identifie Ω à l'ensemble des parties de J, la relation d'ordre ci-dessus s'interprète comme la relation d'inclusion. Ce parallèle ne tient plus si l'on veut généraliser de {\displaystyle \scriptstyle \ \Omega =\{0,1\}^{J}\ } à {\displaystyle \scriptstyle \ \Omega =E^{J},\ } pour un espace d'états E plus général que {0,1}.
- Comme d'ordinaire, une application X définie sur Ω, à valeurs réelles, est dite croissante si

- Une partie A de Ω est dite croissante si

De manière équivalente, une partie A de Ω est dite croissante si sa fonction indicatrice est croissante.
- La propriété de décroissance d'une application ou d'une partie a une définition analogue.

- Percolation : J est l'ensemble des arêtes du réseau {\displaystyle \scriptstyle \ \mathbb {Z} ^{d},\ }  arêtes ouvertes avec probabilité p et fermées avec probabilité 1-p, indépendamment les unes des autres.
  - l'ensemble A des configurations possédant un amas infini est croissant (on dit que la propriété d'existence d'un amas infini est croissante) ;
  - pour deux sites donnés, x et y, la propriété "x est relié à y" est croissante ;
  - la propriété "x appartient à un amas infini" est croissante.
- Modèle d'Erdős-Rényi : J est l'ensemble des n(n – 1)/2 arêtes potentielles entre n sommets numérotés de 1 à n, arêtes présentes avec probabilité p et absentes avec probabilité 1-p, indépendamment les unes des autres. L'ensemble des arêtes présentes définit un graphe aléatoire, noté G(n,p), dont Erdős et Rényi ont étudié certaines propriétés (évènements) et certains paramètres (variables aléatoires). Parmi ces propriétés et paramètres,
  - la connexité est croissante ;
  - la planarité est décroissante ;
  - le nombre chromatique est croissant ;
  - la taille de l'ensemble indépendant de taille maximale (independence number) est décroissante ;
  - la propriété triangle-free est décroissante.

## Preuve

### Inégalité de corrélation
Modulo des hypothèses d'intégrabilité, dans le cas où l'espace de départ est muni d'une relation d'ordre totale, on a les inégalités suivantes :
Inégalité de corrélation — 
- Soit deux variables aléatoires réelles X et Y définies et croissantes sur un ensemble  {\displaystyle \scriptstyle \ {\mathcal {O}}\ } totalement ordonné, muni d'une mesure de probabilité {\displaystyle \scriptstyle \ \mathbb {Q} .\ } Alors

- Soit Z une variable aléatoire réelle définie sur un ensemble {\displaystyle \scriptstyle \ \Omega \ } non nécessairement ordonné, et soit I un intervalle tel que {\displaystyle \scriptstyle \ \mathbb {P} (Z\in I)=1.\ } Soit deux fonctions f et g définies et croissantes sur I. Alors

Là encore, on peut reformuler la deuxième inégalité sous la forme
et là encore, on peut changer le sens de monotonie d'une ou deux des variables ou fonctions concernées, quitte éventuellement à changer le sens de l'inégalité.
L'inégalité de Tchebychev pour les sommes est une conséquence immédiate de l'inégalité de corrélation ci-dessus : il suffit de considérer le cas particulier où la variable aléatoire réelle Z suit la loi uniforme discrète sur {\displaystyle \scriptstyle \ [\![1,n]\!].\ } De même, pour obtenir la version continue de l'inégalité de Tchebychev pour les sommes, on choisit, dans l'inégalité de corrélation ci-dessus, une variable aléatoire réelle Z suivant la loi uniforme continue sur [0,1].

### Cas fini
On fait la démonstration dans le cas général où l'état global du système fini J est décrit par un élément {\displaystyle \scriptstyle \ \omega =(\omega _{j})_{j\in J}\ } de {\displaystyle \scriptstyle \ \Omega ={\mathcal {O}}^{J}.\ } L'état d'un élément j de J est décrit par un élément {\displaystyle \scriptstyle \ \omega _{j}\ } de l'ensemble {\displaystyle \scriptstyle \ {\mathcal {O}}\ } qui est, comme au paragraphe précédent, un ensemble totalement ordonné muni d'une mesure de probabilité {\displaystyle \scriptstyle \ \mathbb {Q} .\ } Comme exemple, on peut penser à {\displaystyle \scriptstyle \ {\mathcal {O}}=\mathbb {R} ,\ } mais l'inégalité FKG annoncée en début de page correspond au choix du cas particulier :
Le résultat démontré ici est donc (du moins dans le cas où J est fini) plus fort que l'inégalité FKG annoncée.
On suppose, sans perte de généralité, que {\displaystyle \scriptstyle \ J=[\![1,n]\!],\ } et on fait une démonstration par récurrence.
L'initialisation de la récurrence (cas n=1) a été l'objet de la section précédente : c'est la première version de l'inégalité de corrélation.
On note
l'espérance conditionnelle de X sachant la n-ème coordonnée {\displaystyle \scriptstyle \omega _{n}} de ω. On introduit de même {\displaystyle \scriptstyle \ {\widehat {Y}}(\omega _{n})\ }. Du fait de la croissance de X et de Y, et de la croissance de l'intégrale (ou de l'espérance conditionnelle), les variables aléatoires {\displaystyle \scriptstyle \ {\widehat {X}}\ } et {\displaystyle \scriptstyle \ {\widehat {Y}}\ } sont croissantes sur {\displaystyle \scriptstyle \ {\mathcal {O}},\ } donc, en vertu de l'inégalité de corrélation,
D'autre part, par propriété de l'espérance conditionnelle (ou, dans ce cas particulier, à cause du théorème de Fubini),
Considérons maintenant que la n-ème coordonnée {\displaystyle \scriptstyle \omega _{n}} de ω est fixée. On travaille alors sur {\displaystyle \scriptstyle \ {\tilde {\Omega }}={\mathcal {O}}^{[\![1,n-1]\!]},\ } muni de l'espérance {\displaystyle \scriptstyle \ {\tilde {\mathbb {E} }}\ } correspondant à la mesure produit :
On considère les applications
et
qui sont croissantes sur {\displaystyle \scriptstyle \ {\tilde {\Omega }}\ } et qui vérifient
On a donc en vertu de l'hypothèse de récurrence (rang n – 1)
Finalement, avec la première inégalité,
À ce stade on a démontré l'inégalité FKG utile au modèle d'Erdős-Rényi, mais on n'a pas encore une inégalité FKG suffisamment puissante pour la théorie de la percolation. C'est l'objet de la section suivante.

### Cas infini dénombrable
La démonstration se fait à partir du cas fini, par passage à la limite, en utilisant un théorème de convergence presque sûre pour les martingales à carré intégrable. Voir Grimmett "Percolation", page 36, section 2.2.

### Note
1. ↑  
(en) C. M. Fortuin, P. W. Kasteleyn et J. Ginibre, « Correlation inequalities on some partially ordered sets », Comm. Math. Phys., vol. 22,‎ 1971, p. 89-103 (ISSN 0010-3616, lire en ligne)